# Aiwel
Aiwel var i sagorna hos dinkafolket i Sudan son till en människokvinna och en flodande. Hierarkin hos dinkaklanerna härstammar från Aiwel.